# 24296 Мерікрісті
24296 Мерікрісті (24296 Marychristie) — астероїд головного поясу, відкритий 14 грудня 1999 року.
Тіссеранів параметр щодо Юпітера — 3,404.